# Église Sainte-Léocadie de Tolède
L'église Sainte-Léocadie est une église de style mudéjar située à Tolède, capitale de la province espagnole du même nom et de la communauté autonome de Castille-La Manche. Elle est dédiée à sainte Léocadie de Tolède qui est fêtée le 9 décembre. 

## Localisation
L'église Sainte-Léocadie se situe dans la partie nord-ouest de la vieille ville de Tolède, à l'angle de la cuesta Santa Leocadia et de la calle Santa Leocadia.

## Architecture

### Le clocher mudéjar
L'église Sainte-Léocadie présente un beau clocher mudéjar, d'un type intermédiaire entre ceux, très simples, de Santiago del Arrabal et de San Bartolomé et ceux, très ornés, de San Román et de Santo Tomé.
Le niveau inférieur du clocher est édifié en blocs de pierre de taille.
Les deux niveaux suivants sont édifiés en moellons, avec des chaînages d'angle réalisés en briques. Ils présentent pour toute ornementation une étroite fenêtre à double ébrasement et arc polylobé, surmontée d'une frise de dents d'engrenage en briques sur la face ouest et d'un alfiz sur les faces nord et ouest.
Le dernier niveau du clocher présente deux registres ornés respectivement de petites galeries d'arcades polylobées aveugles et de paires de baies à arc outrepassé brisé et alfiz.
La tour, dont plusieurs niveaux sont percés de trous de boulin (trous destinés à ancrer les échafaudages), se termine par une corniche soutenue par de beaux modillons géométriques.

### Le chevet mudéjar
Le chevet est un exemple de style romano-gothique mudéjar comme ceux de Santiago del Arrabal et de San Bartolomé, bien que de dimensions beaucoup plus modestes que ces derniers.
Il est constitué d'une abside à six pans édifiée en briques et ornée de trois niveaux de baies aveugles à double ébrasement, séparés l'un de l'autre par un cordon de briques en saillie.
Le chevet combine, au premier niveau, des baies surmontées d'un arc en plein cintre et, aux deuxième et troisième niveaux, des baies surmontées d'un arc outrepassé brisé dont la voussure externe est constituée respectivement d'un arc polylobé et d'un arc outrepassé.
L'abside est surmontée de corniches largement débordantes soutenues par des modillons à copeaux.

### Le portail mudéjar
La façade nord de l'église est percée d'un remarquable portail de style mudéjar entièrement réalisé en briques.
La porte, dont l'archivolte combine un arc outrepassé et un arc polylobé, est surmontée d'un grand panneau orné d'arcs polylobés entrecroisés, lui-même surmonté d'un petit panneau orné de six arcs trilobés.

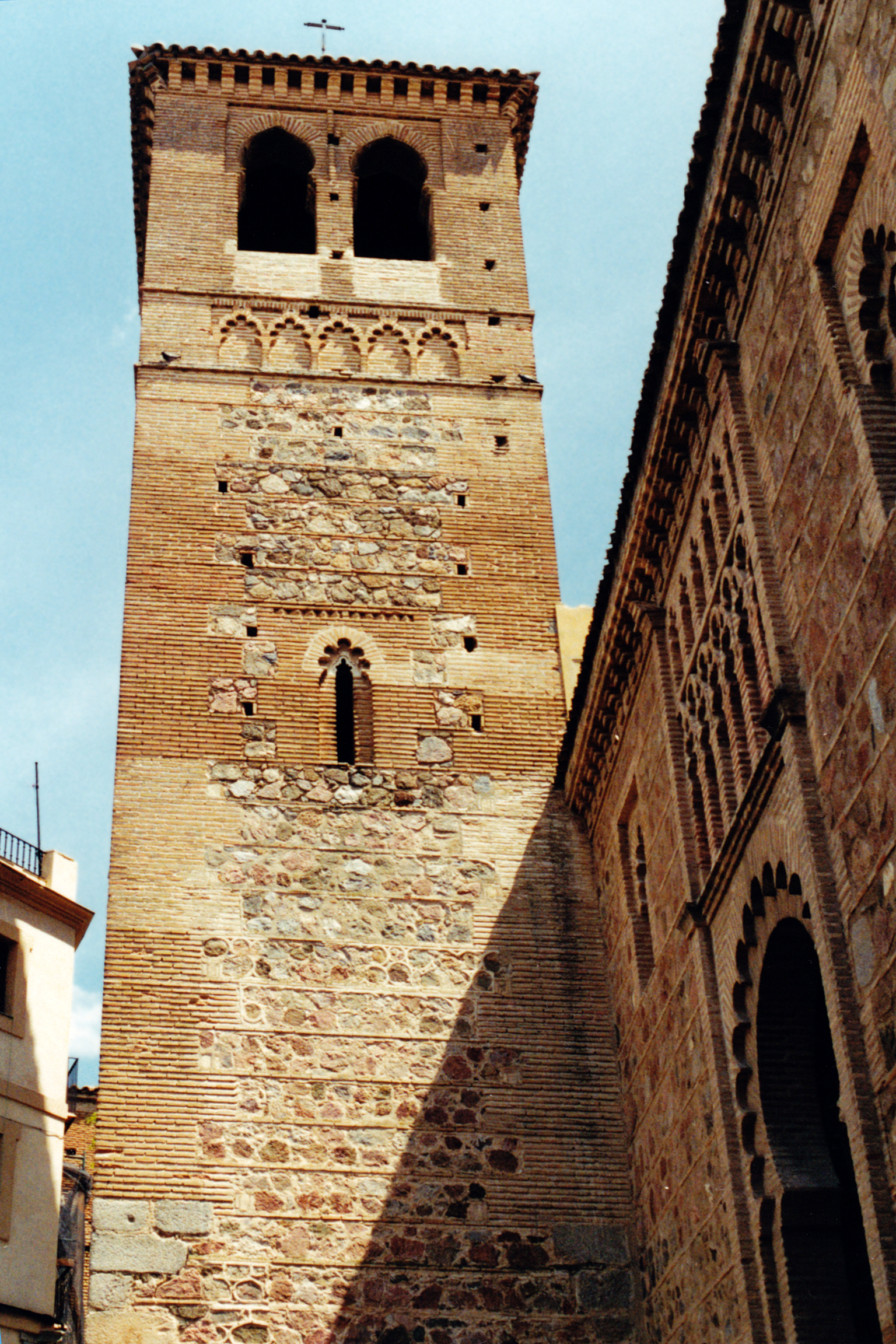
Clocher de style mudéjar.
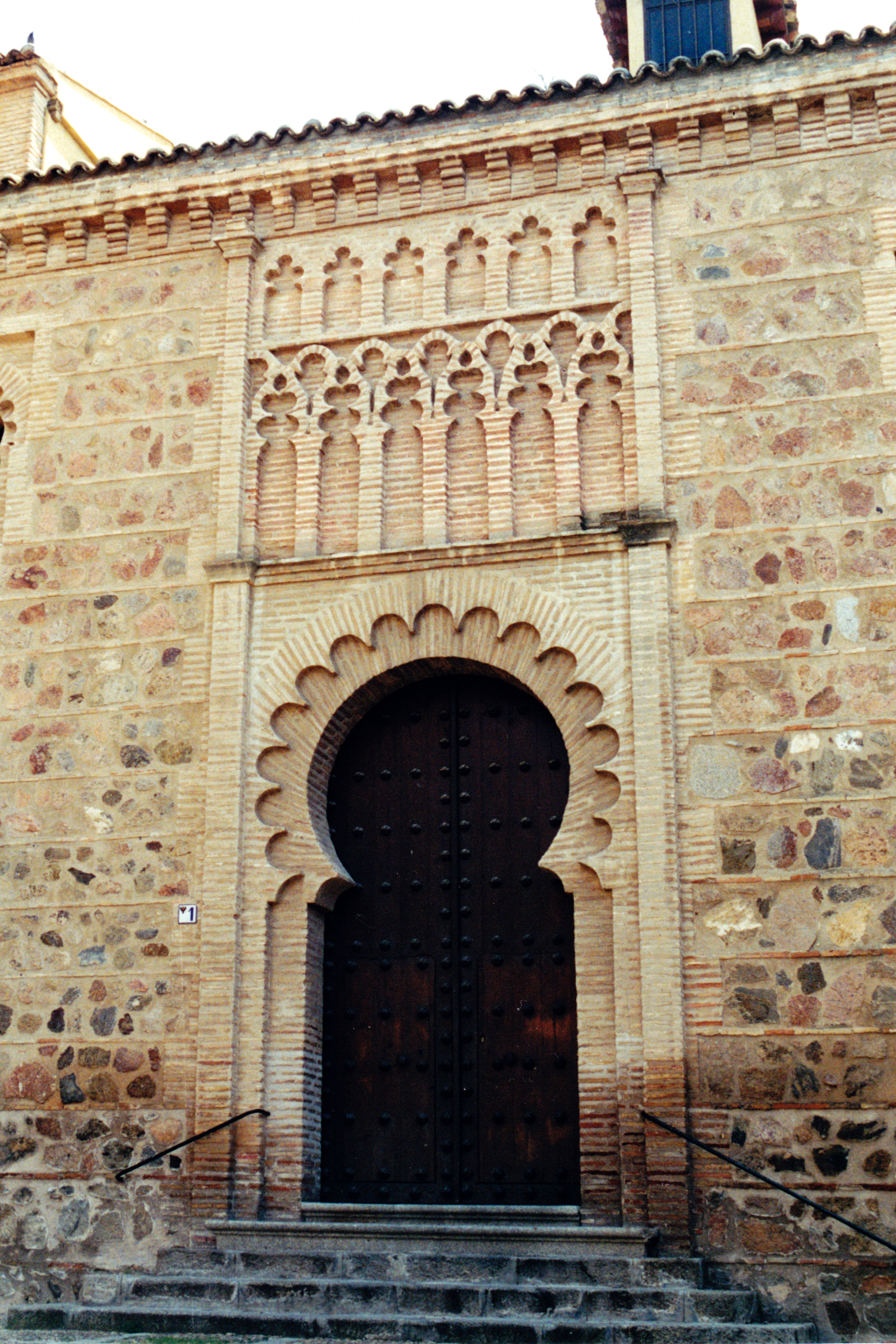
Portail de style mudéjar.

## Divers
L'archevêque Julien II de Tolède fut enterré en l'église Sainte-Léocadie de Tolède, en 690.